# Nayuha Toyoda
Nayuha Toyoda (jap. 豊田 奈夕葉, Toyoda Nayuha; * 15. September 1986 in Kamakura) ist eine ehemalige japanische Fußballspielerin.

## Karriere

### Verein
Sie begann ihre Karriere bei Nippon TV Beleza, wo sie von 2003 bis 2011 spielte. 2012 folgte dann der Wechsel zu Speranza FC Osaka-Takatsuki. Anschließend wechselte er jede Saison den Verein. 2014 beendete sie Spielerkarriere.

### Nationalmannschaft
Im Jahr 2004 debütierte Toyoda für die japanischen Nationalmannschaft. Sie wurde in den Kader der Weltmeisterschaft der Frauen 2007 berufen. Insgesamt bestritt sie 22 Länderspiele für Japan.

### Trainerin
Seit 2023 ist Toyoda Trainerin der Frauenfußballnationalmannschaft von Laos.

## Errungene Titel

### Mit Vereinen
- Nihon Joshi Soccer League: 2005, 2006, 2007, 2008, 2011